# Ravijnjaar
Het ravijnjaar verwijst naar het jaar 2026, waarin Nederlandse gemeenten te maken krijgen met een aanzienlijke daling van inkomsten uit het Gemeentefonds. Deze term wordt officieel gebruikt in beleidsdocumenten en publicaties van onder andere de Vereniging van Nederlandse Gemeenten en het Ministerie van Binnenlandse Zaken.
Deze daling van inkomsten wordt veroorzaakt door een verandering in het systeem dat de jaarlijkse stijging en daling van het gemeentefonds bepaalt. Volgens accountantsbureau BDO kan in 2026 circa 75 procent van de gemeenten hun begroting niet sluitend maken. Het ravijnjaar is tegelijkertijd ook een aanleiding om het gesprek te voeren over de balans tussen gemeentelijke taken en middelen en over de verhoudingen tussen de Rijksoverheid en de decentrale overheden.

## Oorsprong en interpretatie
De term ravijnjaar verschijnt in 2022 voor het eerst in de media tijdens een verslag over de onderhandelingen voor het gemeentebestuur in Groningen. Tijdens deze onderhandelingen wordt verwezen naar het ravijnjaar, om de financiële situatie van gemeenten te schetsen. Hierna is de term een eigen leven gaan leiden.
De Vereniging van Nederlandse Gemeenten (VNG) noemt het ravijnjaar in 2025 een bezuiniging van 2,4 miljard euro. Dit bedrag verwijst naar het verschil in inkomsten tussen het trap-op-trap-af-systeem en het huidige bbp-systeem. Het ministerie van Binnenlandse Zaken en Koninkrijksrelaties (BZK) en het ministerie van Financiën zijn de beheerders zijn van het gemeentefonds. Zij spreken niet over het ravijnjaar. De fondsbeheerders zien het verschil van 2,4 miljard als een terugval in middelen. De Voorjaarsnota van 2025 stelt structureel 400 miljoen beschikbaar om het ravijnjaar te dempen. Het ravijnjaar wordt hiermee ongeveer 2 miljard euro in 2026.

## Geschiedenis

### Decentralisaties van 2015
Met de decentralisaties van 2015 veranderen de gemeentetaken. Gemeenten worden verantwoordelijk voor de Jeugdwet, de Wet maatschappelijke ondersteuning (Wmo) en de Participatiewet. Deze verantwoordelijkheid ligt voor die tijd bij de Rijksoverheid. De verandering vindt plaats vanuit de gedachte dat gemeenten dichter bij bewoners staan en hierdoor de taken beter en efficiënter uit kunnen voeren. Gemeenten zijn verplicht om de taken van deze decentralisaties uit te voeren.
Deze heten medebewindtaken. De decentralisaties hebben geleid tot een discussie over de verhoudingen tussen de Rijksoverheid en de decentrale overheden, die ook bij het ravijnjaar naar voren komt.

### Beleidswijzigingen onder kabinet-Rutte IV
De beslissing die leidt tot het ravijnjaar is tijdens het kabinet-Rutte IV genomen. Dit kabinet heeft in hun coalitieakkoord van 2022 besloten dat er een nieuw, stabieler systeem voor de hoeveelheid geld in het gemeentefonds moest komen. Het oude systeem heet trap-op-trap-af. Gaf de Rijksoverheid meer geld uit, dan groeide het bedrag in het gemeentefonds. Gaf de Rijksoverheid minder uit, dan werd het bedrag in gemeentefonds minder. In de Voorjaarsnotavan 2024 heeft hetzelfde kabinet besloten het systeem op basis van het bruto binnenlands product (bbp) in te voeren. Met het nieuwe systeem wordt de stijging of daling van het gemeente- en provinciefonds (accres) bepaald op basis van de meerjarige ontwikkeling van het bbp. Groeit de economie, dan stijgt het bedrag in het gemeentefonds en andersom.

## Taken en middelen
Afgezien van het ravijnjaar van ongeveer 2 miljard zegt de VNG dat er ook een tekort is voor medebewindtaken, zoals de jeugdzorg en de Wmo, die gemeenten uitvoeren. De Raad voor het Openbaar Bestuur (ROB) zegt in 2025 dat er sprake is van een structureel ongelijke verhouding tussen de taken en middelen van decentrale overheden. Het ministerie van BZK spreekt expliciet over scheefgroei in het sociaal domein.

## Acties tegen het ravijnjaar

### Vereniging van Nederlandse Gemeenten
De VNG onderneemt diverse acties om de Rijksoverheid bewust te maken van de gemeentelijke tekorten voor 2026 en daarna. Van 10 februari tot 26 maart 2025 voert de VNG een campagne om de Rijksoverheid de gevolgen van het ravijnjaar te laten zien. Daarnaast roept de VNG bestuurders van gemeenten en provincies op om in de Tweede Kamer het commissiedebat over de financiën van decentrale overheden bij te wonen. Bij dit debat op 27 maart 2025 zijn ongeveer tweehonderd decentrale bestuurders aanwezig. Zij uiten hier hun standpunten. Henk de Vree, voorzitter van de vergadering, zegt dat hij nog nooit zoveel Tweede Kamerleden en bezoekers bij een commissiedebat heeft gezien.

### Regio’s
Ook organisaties buiten de VNG, zoals de regio’s West-Brabant en Utrecht , ondernemen actie. De regio’s hebben brandbrieven gestuurd naar de Tweede Kamer over de problematiek rondom het ravijnjaar. In deze brandbrieven roepen de gemeenten uit deze regio’s de Tweede Kamer op om de tekorten voor gemeenten te dekken.

### VVD-wethouders
Hiernaast heeft een groep van bijna vijftig wethouders van de VVD een ‘brandbrief’ gestuurd aan het VVD-hoofdbestuur. In de brief geven de wethouders aan dat het door de tekorten niet meer lukt om voor de ondernemers en inwoners van hun gemeente op te komen.

### Nederlandse Vereniging voor Raadsleden
Ook de Nederlandse Vereniging voor Raadsleden heeft een dringende oproep gedaan aan alle gemeenteraadsleden om met een briefactie het probleem van het ravijnjaar bij Tweede Kamerleden aan te kaarten.

## Ontwikkelingen in het sociaal domein

### Scheefgroei sociaal domein
Het Centraal Bureau voor de Statistiek stelt dat in 2017 22.583 miljoen euro wordt uitgegeven aan het sociaal domein. In 2025 stijgt dit naar 33.897 miljoen. Onder deze uitgaven vallen algemene voorzieningen (wijkteams, burgerinitiatieven, ondersteuning vrijwilligers, mantelzorgers et cetera), inkomensregelingen, maatwerkvoorziening (Wmo), (arbeids)participatie, maatwerkdienstverlening 18+ (huishoudelijke verzorging, individuele begeleiding), maatwerkdienstverlening 18- (jeugdhulp), geëscaleerde zorg 18+ (beschermd wonen) en geëscaleerde zorg 18- (jeugdbescherming en -reclassering).

### Jeugdzorg
De toenemende zorgvraag en de complexere trajecten zijn oorzaken van de stijgende kosten van de jeugdzorg. Om het evenwicht tussen taken en middelen van gemeenten te herstellen, werken allerlei partijen mee aan de Hervormingsagenda Jeugd 2023-2028: jongeren, professionals, jeugdzorgaanbieders, gemeenten en de Rijksoverheid. Het doel van deze agenda is om kind en gezin zo snel mogelijk passende zorg te laten ontvangen en om het jeugdstelsel financieel houdbaar te maken voor de toekomst.
Om de uitvoering van de Hervormingsagenda te volgen, stelt het ministerie van Volksgezondheid, Welzijn en Sport (VWS) een externe en onafhankelijke deskundigencommissie in. Deze commissie onder leiding van voormalig minister Tamara van Ark adviseert in het rapport Groeipijn extra budget om lokale hulp en preventie binnen de jeugdzorgte verbeteren. Dit vermindert de kosten op de lange termijn. De commissie-Van Ark concludeert onder meer dat de in de Hervormingsagenda voorgestelde maatregelen om het jeugdstelsel financieel houdbaar te maken voor 2026 niet haalbaar zijn. Enkele voorgestelde maatregelen zijn het afbakenen van de jeugdhulpplicht, het versterken van de informele zorg en het inzetten van de meest effectieve behandelduur.
Het kabinet-Schoof volgt in de Voorjaarsnota 2025 het advies van de deskundigencommissie om deze bezuinigingsmaatregelen voor de jeugdzorg in 2026 niet door te laten gaan. Ook staat in de voorjaarsnota dat gemeentenvanaf 2026 elk jaar 414 miljoen euro erbij krijgen voor de tekorten in de jeugdzorg.

### Wet maatschappelijke ondersteuning
Door de vergrijzing in Nederland nemen de uitgaven voor de Wmo toe. Om zicht te houden op deze kosten heeft het kabinet-Rutte IV het Wmo-accres toegevoegd aan het gemeentefonds. Met een extra budget dat zal groeien van 75 miljoen in 2026 naar 300 miljoen in 2029. In de Voorjaarsnota is besloten dit bedrag uit te breiden, waardoor er in 2030 375 miljoen beschikbaar is.
Een ander onderdeel van het herstel van het evenwicht tussen taken en middelen is onderzoek naar de houdbaarheid van de Wmo. Het rapport De sociale basis en de houdbaarheid van de Wmo adviseert investeringen in de sociale basis. De sociale basis draagt onder andere bij aan lokale verbinding en positieve sociaal-maatschappelijke ontwikkelingen.

### Preventie
In het rapport Sociale en Culturele Ontwikkelingen 2025 van het Sociaal Cultureel Planbureau komt ook naar voren dat investeren in preventie nodig is. Het SCP zegt dat bezuinigen op gemeentelijke voorzieningen mensen in kwetsbare posities rechtstreeks raken. Bezuinigen op preventie kunnen de verschillen tussen gezondheid en welzijn vergroten. Zowel de individuele kwaliteit van leven als vertrouwen in de overheid en betrokkenheid bij de samenleving kan hierdoor volgens het SCP verminderen.

## Reactie van VNG op voorjaarsnota 2025
De VNG reageert in hun ledenbrief van 18 april 2025 op de uitkomsten van de Voorjaarsnota van 2025. De vereniging is voorzichtig optimistisch. De belangrijkste financiële druk voor gemeenten is weggenomen met het extra geld uit de voorjaarsnota. Desondanks ziet de vereniging de maatregelen voor 2028 en daarna als te ambitieus. Ze vraagt de deskundigheidscommissie-Van Ark om een uitspraak te doen over de haalbaarheid van het financieel kader vanaf 2028. Op 18 juni 2025 bespreekt de VNG tijdens de algemene ledenvergadering de gemaakte afspraken en de vervolgstappen.

## Voorbereiding gemeenten

### Maatregelen van gemeenten
Gemeenten treffen verschillende voorbereidingen met oog op het ravijnjaar. Volgens de BDO kunnen gemeenten drie soorten maatregelen nemen. De eerste maatregel is het verhogen van inkomsten. Bijvoorbeeld door de parkeerbelasting, toeristenbelasting of onroerendezaakbelasting (ozb) te verhogen. Een tweede manier is realistisch ramen. Dit houdt in dat gemeenten zo’n nauwkeurig mogelijke voorspelling maken over de verwachte uitgaven voor beleid. De derde maatregel is het verlagen van kosten. Een voordeel van deze voorbereidingen voor het ravijnjaar is dat gemeenten een beter overzicht krijgen van hun ambities en uitgaven. Sommige gemeenten bereiden geen maatregelen voor of noemen deze alleen, maar voeren ze niet door.

### Bezuinigen in het sociaal domein
Het advies- en onderzoeksbureau BMC heeft een vragenlijst uitgezet onder gemeenten over welke maatregelen zij treffen op de begroting om de tekorten van het ravijnjaar te dichten. Ongeveer de helft van de bezuinigingen bestaat uit financieel-technische maatregelen, zoals realistisch begroten of het genereren van meer inkomsten. De andere helft bestaat uit het versoberen of stopzetten van taken, zoals het versoberen van werkbudgetten, of het verlagen of stopzetten van subsidies. Uit de vragenlijst komt naar voren dat gemeenten veel bezuinigen op het sociaal domein door voorzieningen te versoberen of stop te zetten. 21 procent van de bezuinigingsmaatregelen vindt hierin plaats. Dit betekent dat bewoners minder gebruik kunnen maken van bepaalde voorzieningen.

### Inzet van algemene reserves
Gemeenten mogen sinds 2023 hun algemene reserves, die vaak dienen als financiële buffer, structureel inzetten als dekkingsmiddel voor de begroting. Volgens de BDO bedraagt het totale eigen vermogen van gemeenten in 2024 41 miljard euro. Het ministerie van BZK stelt dat 10 procent van de algemene reserve structureel ingezet mag worden om tekorten op te vangen. Desondanks geeft het ministerie van BZK aan dat dit geen langetermijnoplossing is in het geval dat de geldtekorten bij gemeenten zich blijven voordoen.